# Coleophora follicularis
Coleophora follicularis é uma espécie de mariposa do gênero Coleophora pertencente à família Coleophoridae.